# Rochester Americans
Rochester Americans – drużyna hokejowa grająca w American Hockey League w dywizji północnej, konferencji zachodniej. Drużyna ma swoją siedzibę w Rochester w Stanach Zjednoczonych. Drużyna podlega zespołom Buffalo Sabres i ma filię Cincinnati Cyclones (ECHL). W przeszłości podlegał Florida Panthers i miał filię Bossier-Shreveport Mudbugs (Central Hockey League). 
- Rok założenia: 1956
- Barwy: czerwono-biało-niebieskie
- Trener: Randy Cunneyworth
- Manager: Jody Gage
- Hala: Blue Cross Arena at the War Memorial

## Osiągnięcia
- Mistrzostwo dywizji: 1965, 1966, 1968, 1974, 1978, 1983, 1987, 1990, 1991, 1997, 1999, 2000, 2001, 2005
- Mistrzostwo konferencji: 1996, 1999, 2000
- Mistrzostwo sezonu regularnego: 1965, 1968, 1974, 1983, 1991, 2005
- F.G. „Teddy” Oke Trophy: 1974
- Frank Mathers Trophy: 2001
- Norman R. „Bud” Poile Trophy: 2005
- Puchar Caldera: 1965, 1966, 1968, 1983, 1987, 1996